# Thesium nationae
Thesium nationae är en sandelträdsväxtart som beskrevs av Arthur William Hill. Thesium nationae ingår i släktet spindelörter, och familjen sandelträdsväxter. Inga underarter finns listade i Catalogue of Life.